# Clinopodium tauricolum
Clinopodium tauricolum là một loài thực vật có hoa trong họ Hoa môi. Loài này được (P.H.Davis) Govaerts mô tả khoa học đầu tiên năm 1999.